# Анна (Приморский край)
А́нна — село, входящее в состав Находкинского городского округа. Основано в 1928 году как рыболовецкий посёлок.

## Название
Как гласят архивные документы, название бухте было присвоено шкипером Фридольфом Геком в честь шхуны «Анна».

## География
Село расположено на берегу бухты Анна на юге Приморского края.

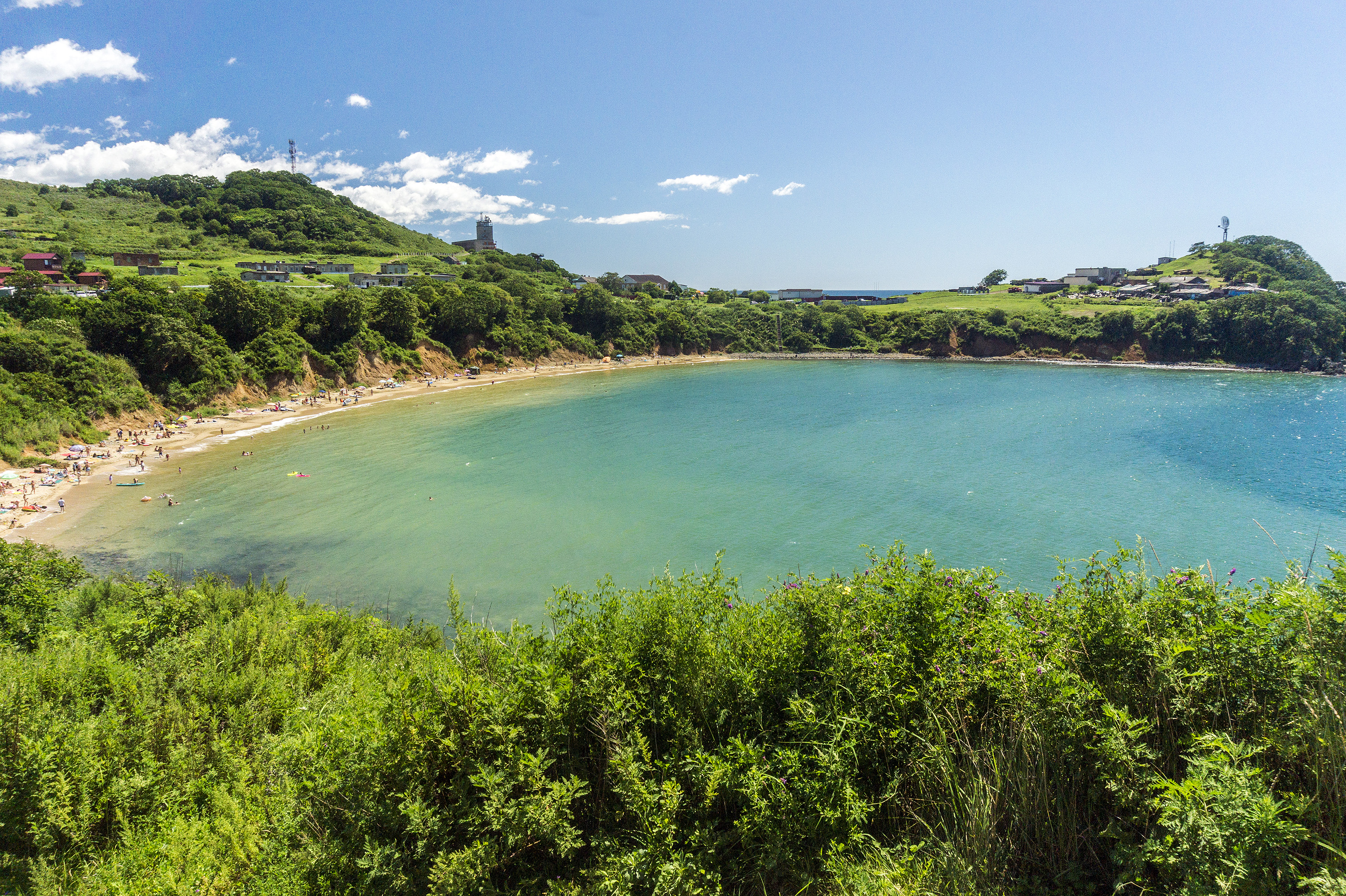
Пляж села Анна, Приморский край, Российская Федерация

## История
В 1928 году здесь началось строительство жилых бараков и засолочного рыбного цеха. Активное участие в работе приняли жители деревни Зембрены. В том же году на берегу построили начальную школу. Новый населённый пункт — село Анна — вошёл в состав Павловского сельского совета Сучанского района Дальневосточного края.
Действующий рыбозавод определил основную сферу деятельности жителей прибрежного посёлка. Здесь велась переработка сельди-иваси, сайры, уйка. В годы Великой Отечественной войны главной рабочей силой предприятия стали женщины.
Со временем увеличивался выпуск продукции — солёной рыбы, крабовой муки, которая отправлялась на фронт.
В послевоенные годы на базе рыбокомбината «Тафуин» был основан китокомбинат «Анна» с витаминно-жировым производством, подсобным хозяйством. Претерпев ряд организационных преобразований и смену руководства, предприятие действует до сих пор. Сегодня оно известно как ОАО «Морепродукт».
В 1950 году Павловский сельский совет, а вместе с ним село Анна, перешли в подчинение Находкинскому горисполкому.

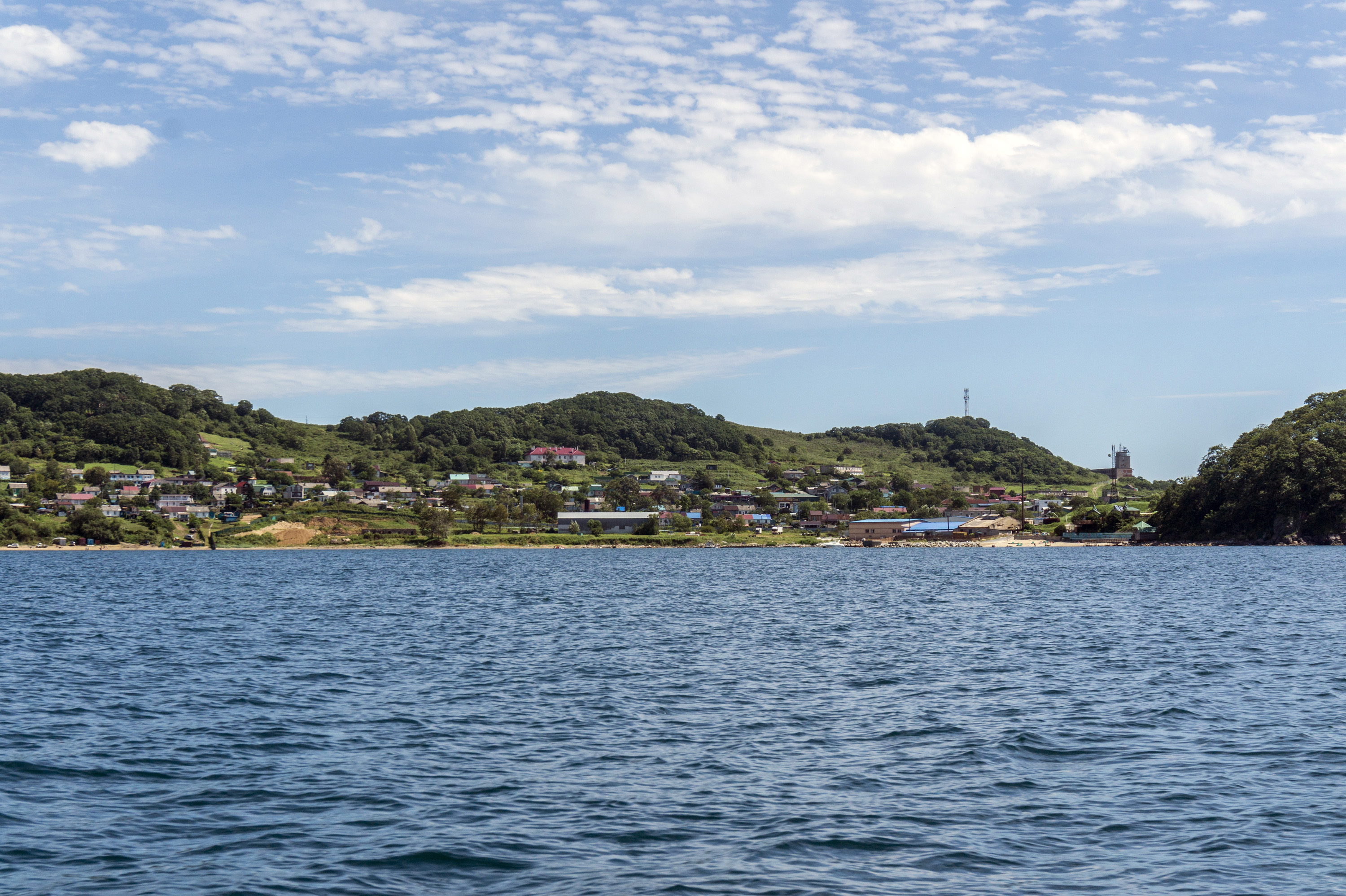
село Анна, Приморский край. 2022.

В 2005 году населённый пункт территориально вошёл в состав Находкинского городского округа.

## Население
| 1928 | 1963 | 2002 | 2004 | 2010 |
| ---- | ---- | ---- | ---- | ---- |
| 78   | ↗630 | ↘518 | ↘500 | ↘392 |

## Экономика
Население в основном занято на рыбоперерабатывающем производстве и на службе в пограничных войсковых частях. Основную часть рабочих мест населению даёт предприятие «Морепродукт» и туристические базы отдыха.

## Инфраструктура
В селе Анна есть клуб с библиотекой и фельдшерско-акушерский пункт.